# 松尾弘毅
松尾 弘毅（まつお ひろき、1939年 - ） は、日本の宇宙工学者。宇宙科学研究所名誉教授。元文部科学省宇宙開発委員長。

## 人物・経歴
1962年東京大学工学部卒業。1967年東京大学大学院工学系研究科博士課程修了、東京大学宇宙航空研究所助手、1973年東京大学宇宙航空研究所助教授。1983年宇宙科学研究所教授。2000年宇宙科学研究所所長。2003年文部科学省宇宙開発委員会委員。2007年文部科学省宇宙開発委員会委員長。2017年瑞宝重光章受章。